# Langues scandinaves occidentales
Le groupe des langues scandinaves occidentales, dérivé directement du vieux scandinave dont elles se rapprochent le plus, rassemble sous ce vocable les langues suivantes :
- l'islandais
- les dialectes norvégiens proches de la graphie nynorsk (héritière du landsmål)
- le féroïen
- le norne